# Blennidus pichinchae
Blennidus pichinchae là một loài bọ chân chạy thuộc phân họ Pterostichinae. Loài này được Bates mô tả năm 1891.